# GITIS Scandinavia
GITIS Scandinavia var fra 2001-2009 den internationale afdeling af den russiske statsteaterskole GITIS, The Russian Institute of Theatre Arts, som ligger i Moskva.
GITIS Scandinavia udbød i denne periode uddannelsen som skuespiller i Danmark. Skolen lå i Aarhus, og undervisningen foregik på engelsk. Der undervistes, som på GITIS i Moskva, efter Stanislavskij systemet. Uddannelsen var først normeret til 3 år men blev senere udvidet med et praktikår til 4 år. Skolen nåede i perioden at uddanne 5 hold skuespillere fra hele Skandinavien med en bachelorgrad i skuespilkunst – heraf 7 skuespillere fra Danmark.
GITIS i Moskva er den største institution for højere uddannelse indenfor teater i Rusland. Her uddannes skuespillere, instruktører, teaterhistorikere, producere, scenografer og meget andet. GITIS blev grundlagt i 1878.
Stifter og rektor af GITIS Scandinavia: Mikhail Belinson.
Medstifter at GITIS Scandinavia: Vladimir Koifman.
Supervision fra GITIS: Vladimir Andreev (rektor), Valentin Teplyakov (dekan), Tatiana Iarosh (scenisk tale), Aidar Zakirov (scenisk bevægelse).